# Szalony świat
Szalony świat (ang. Student Bodies, 1997–2000) – kanadyjsko-amerykański serial komediowy wyprodukowany przez Telescene, 20th Century Fox Television, Sunbow Entertainment i Alliance Atlantis.
Jego światowa premiera odbyła się 10 stycznia 1997 roku na kanale YTV i był emitowany do 19 lutego 2000 roku. W Polsce serial nadawany był dawniej w telewizji TVN.

## Obsada
- Jamie Elman jako Cody Miller
- Nicole Lyn jako Emily Roberts
- Ross Hull jako Chris Sheppard
- Katie Emme jako Margaret "Mags" Abernathy
- Erin Simms jako Morgan McKnight (I seria)
- Victoria Sanchez jako Grace Vasquez (I-II seria)
- Mik Perlus jako Victor Kane
- Jessica Goldapple jako Francesca "Flash" Albright
- Mark Taylor jako Romeo Carter
- Michelle Sweeney jako pani Morton
- Richard Jutras jako pan Fishbaum
- Lisa Bronwyn Moore jako pan Phipps
- Katheryn Winnick jako Holly Benson